# Die Brennessel
Die Brennessel (en alemán: «La ortiga») fue una revista satírica semanal que se publicó en Múnich, Alemania, entre 1931 y 1938. Fue una de las publicaciones que se establecieron para ganar popularidad entre los alemanes a favor del Partido Nacionalsocialista Obrero Alemán (Partido Nazi). La revista empleó el humor como herramienta para la propaganda nazi.

## Historia y perfil
Die Brennessel se publicó por primera vez en enero de 1931. El inicio de la revista se anunció en la revista oficial del Partido Nazi, Illustrierter Beobachter, afirmando: «Preparamos nuestro nuevo semanario Die Brennessel contra este veneno de la incitación judía y de hacer las cosas despectivas. Será una excelente arma de propaganda para nuestro simpatizantes». La editorial de Die Brennessel fue Franz Eher Nachfolger, con sede en Múnich, que estaba afiliada al Partido Nazi. La empresa publicó muchos folletos de propaganda, libros y publicaciones periódicas del partido antes del inicio de la revista. Más importante aún, fue la editorial del libro Mi lucha (Mein Kampf) de Adolf Hitler. Max Amann era el director de la empresa.
Die Brennessel se inspiró en Simplicissimus. La revista tenía un diseño de alta calidad y se dirigía no solo a los miembros del Partido Nazi, sino también a aquellos que eran críticos de la República de Weimar en general. Su editor fue Wilhelm Weiß.
En 1932, Die Brennessel logró vender 40 000 ejemplares semanales, lo que la convirtió en la revista satírica más vendida del país. Más tarde, la revista disfrutó de niveles de circulación aún más altos, vendiendo 80 000 copias. A partir de 1933, cuando los nazis ganaron las elecciones, el contenido satírico de Die Brennessel se volvió mucho más agresivo, particularmente contra los judíos. Este enfoque pronto fue adoptado por otras revistas satíricas como Simplicissimus y Kladderadatsch. Die Brennessel comenzó a perder lectores y fama en 1936, y cerró en 1938 debido a los bajos niveles de circulación de alrededor de 5000 copias. Una de las razones de su fracaso fue su incapacidad para proporcionar a los alemanes algo entretenido.